# Uniola
Uniola  es un género de plantas herbáceas,  perteneciente a la familia de las poáceas. Es originario de Norteamérica.

## Especies
| - Uniola bipinnata - Uniola borbonica - Uniola capensis - Uniola ciliata - Uniola condensata - Uniola distichophylla - Uniola effusa - Uniola flexuosa - Uniola floridana - Uniola gracilis - Uniola heterochroa - Uniola indica - Uniola intermedia - Uniola jardinii - Uniola lappacea | - Uniola latifolia - Uniola laxa - Uniola longifolia - Uniola lucens - Uniola lugens - Uniola macrostachys - Uniola maritima - Uniola mucronata - Uniola muelleri - Uniola multiflora - Uniola nitida - Uniola ornithorhyncha - Uniola ornithoryncha - Uniola palmeri - Uniola paniculata | - Uniola parta - Uniola peruviana - Uniola pitteri - Uniola pittieri - Uniola prostrata - Uniola pungens - Uniola racemiflora - Uniola scoparia - Uniola sessiliflora - Uniola simplex - Uniola spicata - Uniola stricta - Uniola thalassica - Uniola uniflora - Uniola virgata |